# 七号镇
七号镇，是中华人民共和国内蒙古自治区乌兰察布市化德县下辖的一个乡镇级行政单位。

## 行政区划
七号镇下辖以下地区：
苏计村、林场村、小公乌素村、崩红村、安业村、七号村、九号村、达拉盖村、白音不拉村、团结村、黑沙图村、达盖滩村、德胜村和毕力克村。